# Neastymachus delhiensis
Neastymachus delhiensis är en stekelart som först beskrevs av Subba Rao 1957.  Neastymachus delhiensis ingår i släktet Neastymachus och familjen sköldlussteklar. Inga underarter finns listade i Catalogue of Life.